# Unione montana Pasubio Alto Vicentino
L'unione montana Pasubio Alto Vicentino è un'unione montana veneta della provincia di Vicenza. È stata ricavata dalla ex comunità montana Leogra Timonchio, con l'aggiunta del comune di Posina dalla ex comunità montana Alto Astico e Posina.
Comprende i seguenti comuni:
- Monte di Malo
- Piovene Rocchette
- Posina
- Recoaro Terme (dal 2022)
- Santorso
- San Vito di Leguzzano (dal 2016)
- Schio (sede dell'unione montana)
- Torrebelvicino
- Valdagno (dal 2022)
- Valli del Pasubio

Il comune di San Vito di Leguzzano, che non è mai appartenuto a nessuna delle vecchie comunità montane, è entrato a farvi parte nel 2016. I comuni di Valdagno e Recoaro Terme vi sono confluiti 2022, al termine della fase di liquidazione della ex Comunità montana Agno Chiampo.